# Jerry Heil
Yana Oleksandrivna Chemaieva (en ukrainien : Я́на Олекса́ндрівна Шема́єва) plus connue sous le nom de scène de Jerry Heil est une chanteuse, auteure-compositrice et YouTubeuse ukrainienne née le 21 octobre 1995 à Vassylkiv (Ukraine). Elle a commencé sa carrière en 2012 en publiant des vlogs et reprises musicales sur  sa chaîne YouTube.
Elle commence sa carrière musicale professionnelle en 2017, en sortant sa première pièce prolongée De miy dim avec le label Vidlik Records. Elle sort  le single #OKHRANA_OTMYENA  en 2019 devenu l'un des cinq meilleurs succès en Ukraine. Son premier album studio #YA_YANA  sort lui-aussi en  2019 Depuis le lancement de sa chaîne YouTube, elle a accumulé plus de 34,9 millions de vues et 395 000 abonnés.
Après leur victoire au Vidbir 2024 (la sélection nationale ukrainienne pour l'Eurovision) le 3 février 2024, elle et Alyona Alyona sont sélectionnées pour représenter l'Ukraine au Concours Eurovision de la chanson 2024 à Malmö avec leur chanson Teresa & Maria. Le 12 mai 2024, à l'issue de la finale, le duo se positionne à la troisième place du classement final, avec un total de 453 points.

## Jeunesse
Jerry Heil  naît le 21 octobre 1995 à Vasylkiv, une ville en périphérie de  la capitale ukrainienne Kyiv. Ses parents travaillent tous deux comme commerçants privés. Elle  a fréquenté des écoles de musique à Kyiv comme l'Institut de musique R. Glier ou le Conservatoire de Kyiv.

## Carrière

### Début de carrière

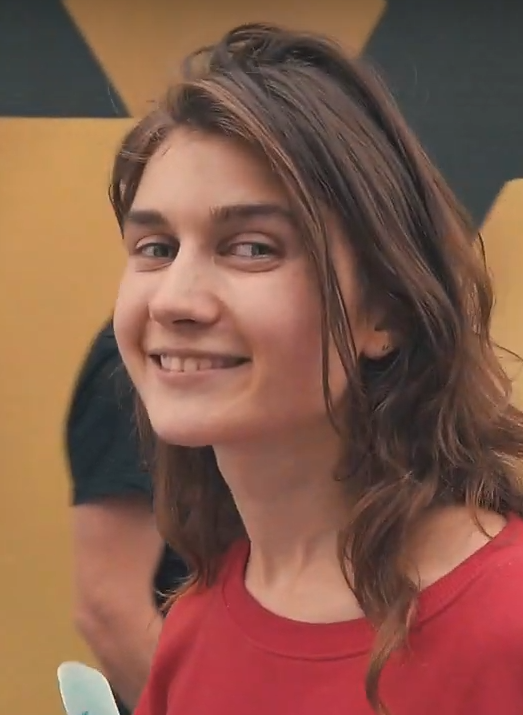
Jerry Heil à Rivne en 2019

Elle commence à utiliser son pseudonyme à l'âge de 15 ans. Après s'être inscrite au service de médias sociaux russe VKontakte, elle a utilisé le nom de Jerry Mouse, faisant référence au personnage de dessin animé du même nom. Elle a ensuite changé Mouse en Heil, citant son désir d'utiliser en premier le nom de famille américain qu'elle avait vu sur Internet. Elle a exprimé son embarras pour l'histoire derrière son nom de scène, le qualifiant de « idiot ».
En 2012, elle lance sa chaîne YouTube, sur laquelle  elle publie des vlogs et des reprises de chansons rendues populaires par des musiciens ukrainiens et internationaux, tels que Twenty One Pilots, Okean Elzy, The Hardkiss ou encore Kodaline,.

### 2017-2018: Percée professionnelle et De miy dim

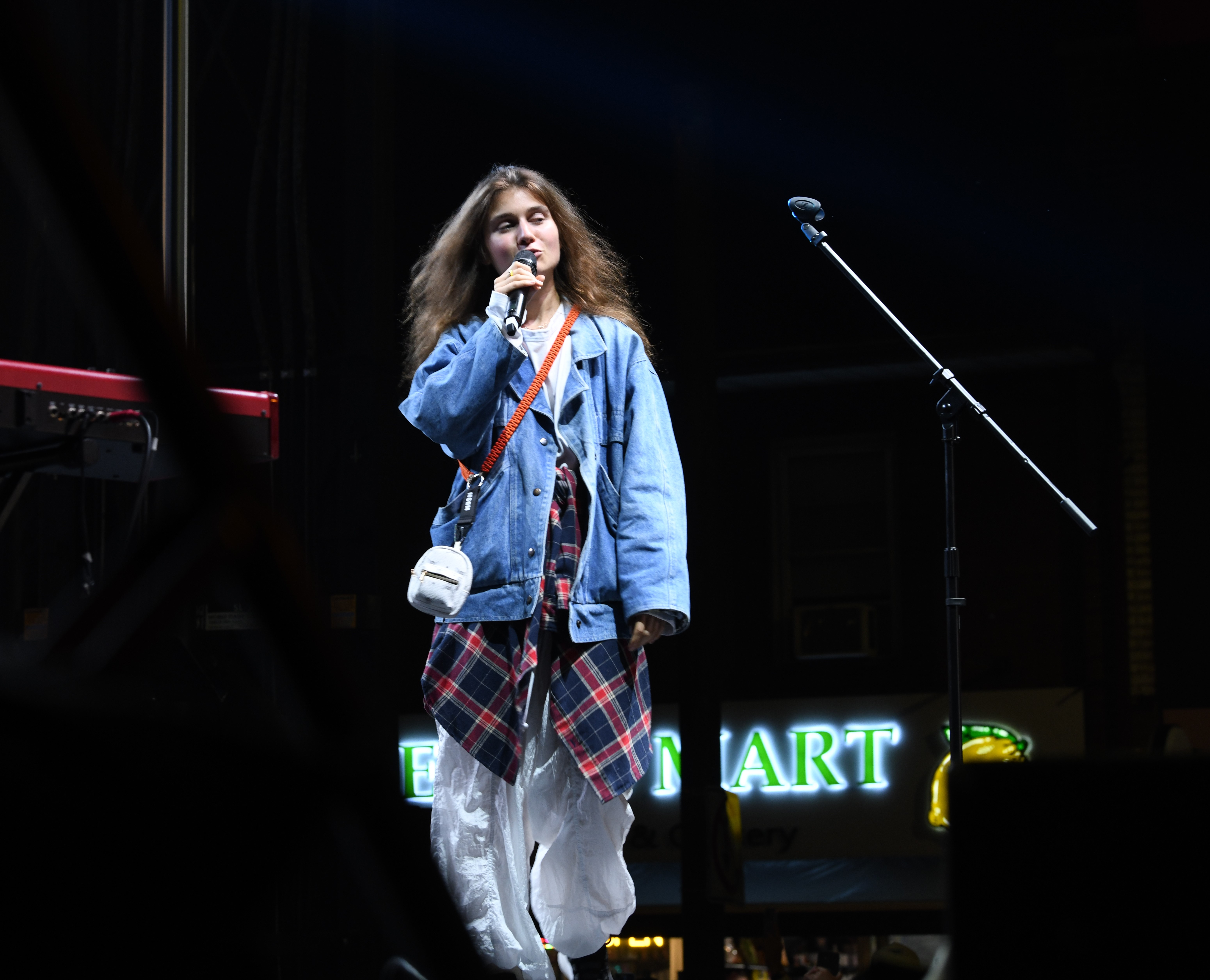
Jerry Heil à Toronto en 2022

En 2017, elle signe un contrat d'enregistrement avec le label ukrainien Vidlik Records, connu pour son association avec le groupe musical ukrainien Onuka. Elle  est présentée aux fondateurs  du label, Yevhen Filatov et Nata  Jyjtchenko (la chanteuse leader d'Onuka) après que Jerry Heil ait commencé à chercher des producteurs pour l'aider avec sa chanson De miy dim. Elle commence ensuite  à travailler en étroite collaboration avec le label et  enregistre sa première pièce prolongée De miy dim avec eux, qui est  publiée en octobre 2017.
En 2018, elle est auditionnée pour la saison neuf de X-Factor Ukraine. Elle y  atteint la phase du bootcamp avant d'être éliminée. Après son élimination, elle revient à la musique et sort les singles  Kava et  Postil.

### 2019-présent: "Okhrana, otmyena", Ya, Yana et Eurovision

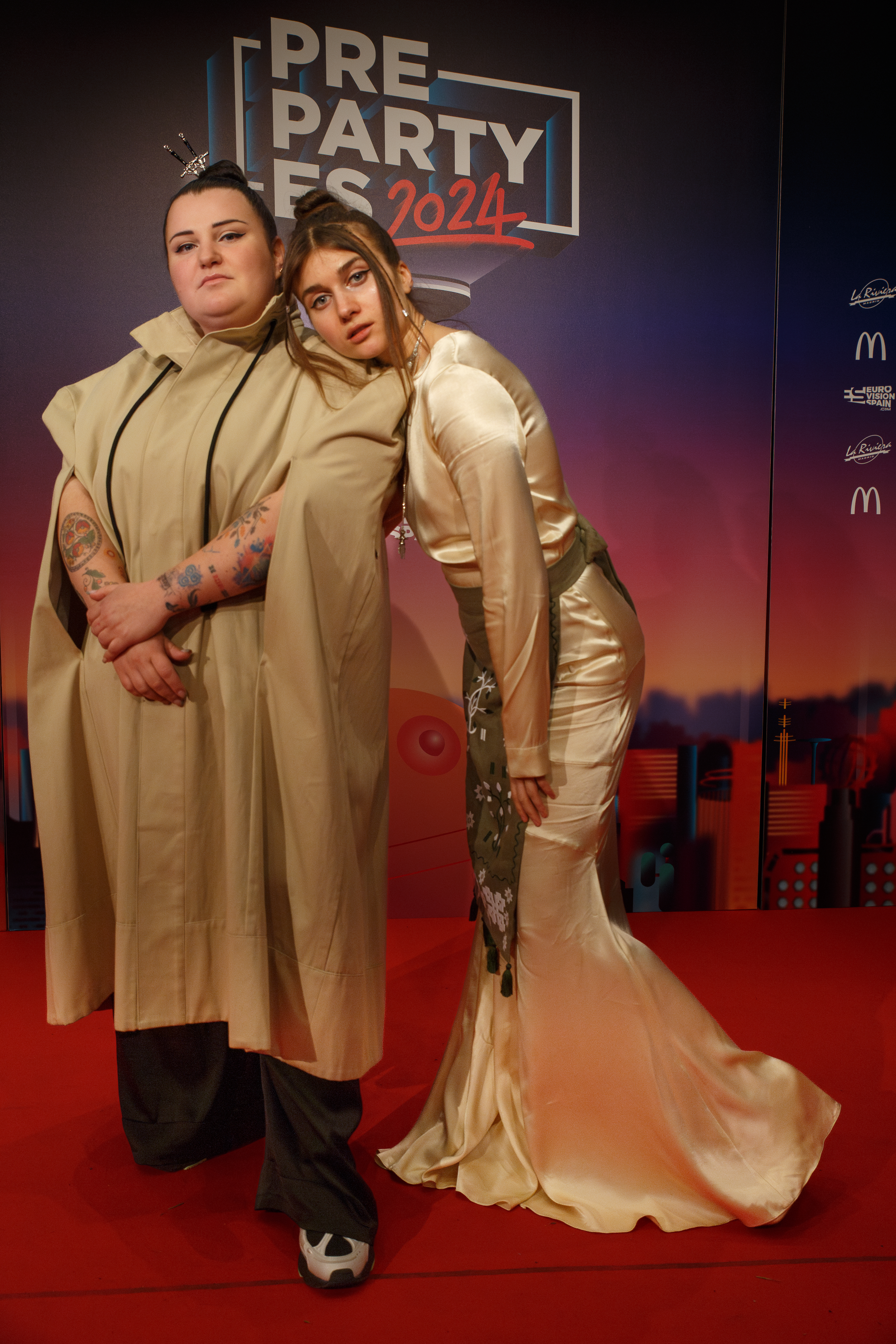
Alyona alyona & Jerry Heil à l'Eurovision 2024

En mars 2019, elle publie une partie de son prochain single  Okhrana, otmyena sur Instagram, qu'elle a enregistré avec le producteur ukrainien Morphom. Le morceau prend rapidement pris de l'ampleur lorsque des artistes ukrainiens tels que NK et Vera Brejneva l'ont complimenté et ont reposté  l'extrait de la chanson. Jerry  Heil  publie une version complète de la chanson sur YouTube le mois suivant, où son clip cumule  plus  de 14,8 millions de vues. La chanson  est également devenu l'un des cinq meilleurs succès en Ukraine,. À la suite du 
succès de la chanson, Jerry  commence à écrire des chansons pour des musiciens comme Brejneva  ou Cloudless.
En septembre 2019, elle sort son premier album studio Ya, Yana sur YouTube. L'album comprenait huit chansons et est commercialisé le mois suivant,. En janvier 2020, elle est annoncée comme participant à Vidbir 2020, la sélection nationale ukrainienne pour le Concours Eurovision de la chanson 2020 à Rotterdam avec sa chanson Vegan. Elle se qualifie pour la finale, où elle a terminé à la sixième place.
Elle participe une deuxième fois  à  Vidbir en décembre 2022 avec sa chanson  When God Shut the Door , en compétition pour représenter l'Ukraine au Concours Eurovision de la chanson 2023. Elle a terminé à la troisième place.
Elle et Alyona Alyona ont été sélectionnées parmi les finalistes de Vidbir 2024 avec leur chanson Teresa & Maria. Elles ont remporté la finale le 4 février 2024 et sont sélectionnées pour représenter l'Ukraine au Concours Eurovision de la chanson 2024. Le 12 mai 2024, à l'issue de la finale, le duo se positionne à la troisième place du classement final, avec un total de 453 points.